# Ben Dolic
Benjamin Dolič (Liubliana, 4 de mayo de 1997), conocido artísticamente como Ben Dolic, es un cantante esloveno.

## Vida y carrera
La carrera musical de Ben Dolic comenzó a la edad de doce años cuando participó en la versión eslovena de Got talent, donde llegó a las semifinales con su interpretación de Man in the Mirror de Michael Jackson. En 2016 también participó con su banda D Base en la preselección eslovena para el Festival de Eurovisión, EMA 2016, pero fueron eliminados en las semifinales.
Después de mudarse a Suiza a los 18 años, Dolic ahora vive en Berlín. Con su participación en la octava temporada de The Voice of Germany en 2018, el artista se dio a conocer a un público más amplio. Su entrenador fue Yvonne Catterfeld y finalmente ocupó el segundo lugar detrás de Samuel Rösch. Después de este éxito, fue de gira por Alemania y Austria.
En 2020, Ben Dolic fue seleccionado con su canción Violent Thing para representar a Alemania en el Festival de Eurovisión en Róterdam. Por primera vez desde 2009, la candidatura fue seleccionada internamente por dos jurados especializados. La canción Violent Thing fue escrita por Borislav Milanov y su equipo, que anteriormente había compuesto numerosas canciones para el festival europeo. Antes de la cancelación del festival a causa de la pandemia de COVID-19, Dolic iba a actuar directamente en la final del 16 de mayo, ya que Alemania forma parte del Big Five.

## Discografía

### Sencillos
| Título                     | Año  | Álbum              |
| -------------------------- | ---- | ------------------ |
| «Violent Thing»            | 2020 | Sencillo sin álbum |
| «Stuck in My Mind»         | 2021 | Sencillo sin álbum |
| «Kissing Her, Missing You» | 2022 | Sencillo sin álbum |
| «Breakaway»                | 2022 | Sencillo sin álbum |